# Lycoriella honesta
Lycoriella honesta är en tvåvingeart som beskrevs av Menzel 1992. Lycoriella honesta ingår i släktet Lycoriella och familjen sorgmyggor. Inga underarter finns listade i Catalogue of Life.